# Codex Maximilianeus
Der Codex Maximilianeus des bayerischen Herzogs Maximilian I. ist die 1616 entstandene Gesetzessammlung („Landrecht, Policey-, Gerichts-, Malefitz- und andere Ordnungen der Fürstenthumben Obern- und Nidern-Bayern“) für das Herzogtum Bayern.

## Geschichte
Der Codex Maximilianeus von 1616 war ein auf Befehl des bayerischen Herzogs und späteren Kurfürsten Maximilian I. von seinen Juristen ausgearbeitetes Rechtsbuch und schuf erstmals für Ober- und Niederbayern (die Oberpfalz kam später hinzu) ein einheitliches Gesetzeswesen. Im großen Umfang wurden darin unter anderem das Landrecht, die Polizei-, Forst- und Jagd- sowie die Gerichtsordnung neu festgeschrieben.
Begonnen hatte diese Gesetzesrevision bereits unter seinem Vater Wilhelm V. Im Jahr 1612 war ein erster Entwurf erschienen. Maßgeblich an der Entstehung dieses Codex, bei dem die Elemente des römischen gegenüber denen des germanischen Rechts in den Vordergrund traten, waren die Hofkanzler Johannes Gailkirchner und Simon Wangnereck sowie der Münchner Stadtschreiber Georg Locher.
Das Gesetzgebungswerk wurde erst nach eineinhalb Jahrhunderten durch den Codex Iuris Bavarici Criminalis von 1751, den Codex Iuris Bavarici Iudiciarii von 1753 und Codex Maximilianeus Bavaricus Civilis (CMBC) von 1756 (alle von Wiguläus von Kreittmayr erarbeitet) ersetzt. Der CMBC trat mit seinen verbliebenen Teilen erst am 1. Januar 1900 außer Kraft, als das Bürgerliche Gesetzbuch in Kraft trat.

## Bestandteile
Der Codex Maximilianeus bestand aus insgesamt neun Teilen:
1. „Summarischer Process“ (Beschreibung eines beschleunigten Zivilprozesses ohne umständliche Längen)
2. „Gandtprocess“ (Verfahren bei Versteigerung und Konkurs)
3. „Gerichts-Ordnung“ (ordentlicher Zivilprozess)
4. „Landtrecht“ (das Oberbayerische Landrecht von 1346 und dessen 1518 reformierte Version[2] enthielten kein vollständiges Privatrechtssystem nach heutiger Vorstellung, erst das Landrecht von 1616 regelte große Teile des bürgerlichen Rechts)
5. „Erklärung der Landtsfreyheit“ (nahezu identisch mit der von 1516[3], hier wurden vor allem die Rechte des Adels, insbesondere der Umfang der in den adeligen Hofmarken ausgeübten Niedergerichtsbarkeit festgeschrieben)
6. „Landts- und Policey-Ordnung“ (Rechte und Pflichten zur Wahrung der öffentlichen Sicherheit und Ordnung sowie der allgemeinen Wohlfahrt, Aufnahme der Bestimmungen von 1516 und 1553)
7. „Forst-Ordnung“ (enthält auch Vorgaben zur Forsterhaltung)
8. „Gejaids-Ordnung“ (Jagdordnung, auch mit Fischereiordnung)
9. „Malefitzprocess-Ordnung“ (Regelung des Strafverfahrens, unter einem Malefizverbrechen verstand man eine Gewalttat, die mit dem Tode bedroht war und von der hohen Strafgerichtsbarkeit, auch „Blutgerichtsbarkeit“, geahndet wurde)